# César Atamañuk
César Gabriel Atamañuk (Moreno, Argentina, 9 de abril de 1996) es un futbolista profesional argentino que juega como arquero en Aldosivi de la Primera Nacional.

## Trayectoria
Atamañuk jugó en las inferiores de Vélez Sarsfield, habiendo fichado procedente de Tigre en 2014.
En 2017, luego de un breve paso por Luján, Atamañuk se incorporó a El Linqueño del Torneo Federal B. Siguieron once apariciones, que precedieron a su salida el 4 de noviembre de 2017.
El 9 de julio de 2018, Atamañuk fue fichado por Colegiales de la Primera B Metropolitana. 
Hizo su debut en una derrota por 3-1 ante San Telmo el 25 de febrero de 2019, cuando reemplazó a Daniel Monllor después de cincuenta y ocho minutos.
Su primera titularidad llegó contra All Boys en marzo del año siguiente, mes en el que apareció tres veces más para el club.  
En 2022 formó parte del plantel de Sacachispas.
El 9 de diciembre de 2022 se confirma la incorporación a San Telmo para la temporada 2023.
En enero de 2024 pasa a integrar el plantel de Aldosivi en el torneo de Primera Nacional.
El 3 de noviembre de 2024, integrando el plantel de Aldosivi, logra el ascenso a la Primera División.

## Estadísticas
- Actualizado al último partido disputado el 18 de agosto de 2024.

| Club                                                                                                   | Div.          | Temporada     | Liga  | Liga | Liga | Copas nacionales(1) | Copas nacionales(1) | Copas nacionales(1) | Copas internacionales(2) | Copas internacionales(2) | Copas internacionales(2) | Total | Total | Total |
| --- | ------------- | ------------- | ----- | ---- | ---- | ------------------- | ------------------- | ------------------- | ------------------------ | ------------------------ | ------------------------ | ----- | ----- | ----- |
| Club                                                                                                   | Div.          | Temporada     | Part. | G.R. | V.I. | Part.               | G.R.                | V.I.                | Part.                    | G.R.                     | V.I.                     | Part. | G.R.  | V.I.  |
| Luján Argentina                                                                                        |               |               |       |      |      |                     |                     |                     |                          |                          |                          |       |       |       |
| 4.ª | 2016/2017     | 0             | 0     | 0    | 0    | 0                   | 0                   | 0                   | 0                        | 0                        | 0                        | 0     | 0     |       |
| Total club                                                                                             | Total club    | 0             | 0     | 0    | 0    | 0                   | 0                   | 0                   | 0                        | 0                        | 0                        | 0     | 0     |       |
| El Linqueño Argentina                                                                                  |               |               |       |      |      |                     |                     |                     |                          |                          |                          |       |       |       |
| 4.ª | 2017          | 11            | 0     | 0    | 0    | 0                   | 0                   | 0                   | 0                        | 0                        | 11                       | 0     | 0     |       |
| Total club                                                                                             | Total club    | 11            | 0     | 0    | 0    | 0                   | 0                   | 0                   | 0                        | 0                        | 11                       | 0     | 0     |       |
| Colegiales Argentina                                                                                   |               |               |       |      |      |                     |                     |                     |                          |                          |                          |       |       |       |
| 3.ª | 2018-2021     | 5             | 0     | 0    | 0    | 0                   | 0                   | 0                   | 0                        | 0                        | 5                        | 0     | 0     |       |
| Total club                                                                                             | Total club    | 5             | 0     | 0    | 0    | 0                   | 0                   | 0                   | 0                        | 0                        | 5                        | 0     | 0     |       |
| Sacachispas Argentina                                                                                  |               |               |       |      |      |                     |                     |                     |                          |                          |                          |       |       |       |
| 3.ª | 2021          | 4             | 0     | 0    | 0    | 0                   | 0                   | 0                   | 0                        | 0                        | 4                        | 0     | 0     |       |
| 2.ª | 2022          | 35            | 40    | 7    | 1    | 4                   | 0                   | 0                   | 0                        | 0                        | 36                       | 44    | 7     |       |
| Total club                                                                                             | Total club    | 39            | 40    | 7    | 1    | 4                   | 0                   | 0                   | 0                        | 0                        | 40                       | 44    | 7     |       |
| San Telmo Argentina                                                                                    |               |               |       |      |      |                     |                     |                     |                          |                          |                          |       |       |       |
| 2.ª | 2023          | 18            | 29    | 1    | 0    | 0                   | 0                   | 0                   | 0                        | 0                        | 18                       | 29    | 1     |       |
| Total club                                                                                             | Total club    | 18            | 29    | 1    | 0    | 0                   | 0                   | 0                   | 0                        | 0                        | 18                       | 29    | 1     |       |
| Aldosivi Argentina                                                                                     |               |               |       |      |      |                     |                     |                     |                          |                          |                          |       |       |       |
| 2.ª | 2024          | 4             | 3     | 1    | 0    | 0                   | 0                   | 0                   | 0                        | 0                        | 4                        | 3     | 1     |       |
| Total club                                                                                             | Total club    | 4             | 3     | 1    | 0    | 0                   | 0                   | 0                   | 0                        | 0                        | 4                        | 3     | 1     |       |
| Total carrera                                                                                          | Total carrera | Total carrera | 77    | 72   | 9    | 1                   | 4                   | 0                   | 0                        | 0                        | 0                        | 78    | 76    | 9     |
| (1) Incluye datos de la Copa Argentina. (2) Incluye datos de la Copa Sudamericana y Copa Libertadores. |               |               |       |      |      |                     |                     |                     |                          |                          |                          |       |       |       |

## Palmarés

### Torneos locales
| Título           | Club     | País      | Año  |
| ---------------- | -------- | --------- | ---- |
| Primera Nacional | Aldosivi | Argentina | 2024 |